# Mátyás, a király képregénypályázat
A 700 ezer forintos összdíjazású pályázatot a Reneszánsz Programiroda-Hungarofest Kht. a Film.hu partnerségével a Reneszánsz Év 2008 keretében hirdette meg.
A feladat egy kiválasztott Mátyás király-mese modern feldolgozása volt, maximum öt oldalban. Az első fordulóban karaktervázlatokat, a másodikban egy oldalt, a harmadikban a teljes képregényt kellett elkészíteni a megadott határidőre. Mindhárom feladatot 42 pályázónak sikerült teljesítenie.
A zsűri elnökének Helyey László színművészt kérték fel, a zsűri további tagjai Bayer Antal, a Magyar Képregénykiadók Szövetsége elnöke, Filó Vera író, képregényalkotó, Hegedűs Márton grafikus, Mesterházy Gabriella, a Reneszánsz Programiroda koordinátora és M. Tóth Géza animációs rendező voltak.
A Hungarofest által 2009-ben kiadott Mátyás, a király antológia a nyertes műveket és további, a legjobbnak ítélt pályázók által adaptált képregényeket és illusztrált novellákat tartalmazta.

## A pályázat eredménye
Megosztott I. díj:
Graphit (Zabos Csaba) és Lanczinger Mátyás
Megosztott II. díj:
Kovács Péter és Matheika Gábor
Megosztott III. díj:
Fórizs Gergely, Haránt Artúr, Jámbor Lajos és Lakatos István
Különdíjak:
Grafikai oklevelet kapott Bardon Barnabás, Baska Balázs, Filkor Gábor, Harsányi Hajnalka, Jáger Attila, Juhász Márk, Kalászi Benjámin, Ritter Ottó, Séber László és Vincze Nóra.
Dramaturgiai oklevelet kapott Császár Krisztina-Molnár Tamás, Pádár Ádám, Szalai László és Szüdi Gábor.
A legjobb mangastílusban készült munkáért részesült elismerésben Horváth Henrik.
A közönségdíjat Baska Balázs nyerte el.